# 伊達光宗
伊達 光宗（だて みつむね）は、江戸時代前期の陸奥国仙台藩の世嗣。官位は従四位下・侍従。

## 生涯
2代藩主・伊達忠宗の次男で世子。母は徳川秀忠の養女・振姫（実父は池田輝政、母は徳川家康の次女・督姫）。幼名は萬助・亀千代・万千代。
寛永7年（1630年）、兄・虎千代丸が7歳で夭折したため世子となる。寛永16年（1639年）に元服し、従五位下越前守に任官すると共に3代将軍・徳川家光より偏諱を賜って光宗を名乗る。寛永20年（1643年）には官位を従四位下、侍従に進められた。
正保元年（1644年）10月に初入部し、翌正保2年（1645年）2月には途中日光に参詣して参府した。家光とは従兄弟の関係であったため将来の藩主として期待されたが、9月に江戸で19歳で早世した。参府までの旅程で体調を崩したためと考えられる。
法名は円通院殿要山透関大居士。翌年の正保3年（1646年）に霊廟・三慧殿が建設され、正保4年（1647年）には光宗の菩提寺として円通院が建立された。光宗の早世により、異母弟で振姫の養子になっていた六男・綱宗が家督を継ぐことになった。